# Татјана Гарбин
Татјана Гарбин (итал. Tathiana Garbin) је италијанска професионална тенисерка, рођена 30. јула 1977. у Местру у Италији.
После победе на јуниорском шапионату Италије 1993, играла је на ИТФ турнирима на којима је освојила 8 титула у појединачној и 6 у тачмичењу парова.
Професионално је почела играти 4. октобра 1996. где јој је најбољи пласман појединачно био 22 место на ВТА листи 21. маја 2007. и 25-то у игри парова 2001..
Играла је за репрезентацију Италије на Медитеранским играма 1997, у Фед купу 1999/00, 2003-2005, 2007, Учествовала је и на Олимпијским играма у Сиднеју 2000 и у Атини 2004.

### Пласман на ВТА листи на крају сезоне
| Година  | 1996 | 1997 | 1998 | 1999 | 2000 | 2001 | 2002 | 2003 | 2004 | 2005 | 2006 | 2007 |
| Пласман | 543  | 206  | 152  | 117  | 40   | 90   | 72   | 84   | 58   | 86   | 40   | 36   |

## Резултати Татјане Гарбин

### Победе појединачно (1)
| Бр. | Датум    | Турнир                      | Катего- рија | Наградни фонд $ | Подлога      | Противница у финалу       | Резултат    |
| 1   | 17/04/00 | Будимпешта опен, Будимпешта | IVb          | 110.000         | земља (от..) | Kristie Boogert Холандија | 6-2, 7-6(4) |

### Порази у финалу појединачно (4)
| Бр. | Датум    | Турнир                             | Катего- рија | Наградни фонд $ | Подлога     | Противница                    | Резултат               |
| 1   | 07/02/00 | Консалитас куп, Богота             | IVa          | 140.000         | земља (от.) | Patricia Wartusch Аустрија    | 4-6, 6-1, 6-4          |
| 2   | 11/07/05 | Међународни турнир, Модена         | IV           | 140.000         | земља (от.) | Anna Smashnova Израел         | 6-6 (пр.)              |
| 3   | 18/07/06 | Међународни женски турнир, Палермо | IV           | 145.000         | земља (от.) | Анабел Медина Гаригес Шпанија | 6-4, 6-4               |
| 4   | 19/02/07 | Колсанитас куп, Богота             | III          | 175.000         | земља (оз.) | Роберта Винчи Италија         | 6-7(5), 6-4, 0-3 (пр.) |

### Победе у игри парова (8)
| Бр. | Датум    | Турнир                             | Катего- рија | Наградни фонд $ | Подлога     | Партнерка                 | Противници                                                  | Резултат      |
| 1   | 08/05/00 | Варшава куп, Варшава               | IVb          | 110.000         | Земља (от.) | Јанета Хуссарова Словачка | Ирода Тулјаганова Узбекистан · Анна Запорожанова Украјина   | 6-3, 6-1      |
| 2   | 19/02/01 | Колсанитас куп, Богота             | III          | 170.000         | Земља (от.) | Јанета Хусарова Словачка  | Паола Суарез · Лаура Монтавло Аргентина                     | 6-4, 2-6, 6-4 |
| 3   | 16/04/01 | Colorotex Budapest GP, Будимпешта  | V            | 110.000         | Земља (от.) | Јанета Хусарова Словачка  | Жофия Губачи Мађарска · Драгана Зарић Србија и Црна Гора    | 6-1, 6-3      |
| 4   | 09/07/01 | Међународни женски турнир, Палермо | Tier V       | 110.000         | Земља (от.) | Јанета Хусарова Словачка  | Марија Хосе Мартинез Санчез · Анабел Медина Гаригес Шпанија | 4-6, 6-2, 6-4 |
| 5   | 07/01/02 | ANZ Tasmanian Int’l, Hobart        | V            | 110.000         | Тврда (от.) | Рита Гранде Италија       | Catherine Barclay-Reitz · Кристина Велер Аустралија         | 6-2, 7-6(3)   |
| 6   | 29/04/02 | Croatian Bol Ladies Open, Бол      | III          | 170.000         | Земља (от.) | Ангелик Виђаја Индија     | Елена Бовина Русија · Henrieta Nagyová Словачка             | 7-5, 3-6, 6-4 |
| 7   | 06/01/03 | Canberra Women’s Classic, Канбера  | V            | 110.000         | Тврда (от.) | Емил Лоа Француска        | Dája Bedáňová Чешка · Динара Сафина Русија                  | 6-3, 3-6, 6-4 |
| 8   | 10/01/05 | Canberra Women’s Classic, Канбера  | V            | 110.000         | Dur (от.)   | Тина Крижан Словенија     | Габријела Навратилова · Михаела Паштрикова Чешка            | 7-5, 1-6, 6-4 |

### Порази у финалу у игри парова (4)
| Бр. | Датум    | Турнир                            | Катего- рија | Наградни фонд $ | Подлога     | Противници                                                  | Партнерка                     | Резултат      |
| 1   | 08/07/02 | Белгија опен, Брисел              | IV           | 140.000         | Земља (от.) | Барбара Шварц Аустрија · Јасмин Вер Немачка                 | Аранча Санчез Викарио Шпанија | 6-2, 0-6, 6-4 |
| 2   | 19/08/02 | Pilot Pen Tennis, Њу Хејвен       | II           | 585.000         | Тврди (от.) | Данијела Хантухова Словачка · Аранча Санчез Викарио Шпанија | Јанета Хусарова Словачка      | 6-3, 1-6, 7-5 |
| 3   | 07/05/07 | Немачка опен, Берлин              | I            | 1.340.000       | Земља (от.) | Лиза Рејмонд Сједињене Државе · Саманта Стосур Аустралија   | Роберта Винчи Италија         | 6-3, 6-4      |
| 4   | 14/05/07 | Internazionali d'Italia 2007, Рим | I            | 1.340.000       | Земља (от.) | Натали Деши Француска · Мара Сантанђело Италија             | Роберта Винчи Италија         | 6-4, 6-1      |

## Учешће нагренд слемтурнирима

### Појединачно
| Година | Аустралијан Опен | Аустралијан Опен                | Ролан Гарос | Ролан Гарос                        | Вимблдон | Вимблдон                             | Ју-Ес Опен | Ју-Ес Опен                  |
| ------ | ---------------- | ------------------------------- | ----------- | ---------------------------------- | -------- | ------------------------------------ | ---------- | --------------------------- |
| 1999   | 1 коло           | Рита Гранде Италија             | -           | -                                  | -        | -                                    | -          | -                           |
| 2000   | 1 коло           | Ruxandra Dragomir Румунија      | 3 коло      | Мартина Хингис Швајцарска          | 1 коло   | Пати Шнидер Швајцарска               | 3 коло     | Мартина Хингис Швајцарска   |
| 2001   | 1 коло           | Сандра Наћук Србија и Црна Гора | 2 коло      | Џенифер Капријати Сједињене Државе | 1 коло   | Alexandra Stevenson Сједињене Државе | -          | -                           |
| 2002   | 2 коло           | Данијела Хантухова Словачка     | 2 коло      | Пати Шнидер Швајцарска             | 1 коло   | Jana Kandarr Немачка                 | 1 коло     | Els Callens Белгија         |
| 2003   | 2 коло           | Паола Суарез Аргентина          | 2 коло      | Елена Данилиду Грчка               | 1 коло   | Нађа Петрова Русија                  | 2 коло     | Шинобу Асаге Јапан          |
| 2004   | 1 коло           | Камиј Пен Француска             | 3 коло      | Zheng Jie Кина                     | 1 коло   | Сун Тиантиан Кина                    | 2 коло     | Фабиола Залуага Колумбија   |
| 2005   | 2 коло           | Каролина Шпрем Хрватска         | 2 коло      | Елена Бовина Русија                | 1 коло   | Јулија Вакуленко Украјина            | 1 коло     | Јелена Литховцева Русија    |
| 2006   | 1 коло           | Динара Сафина Русија            | 3 коло      | Жистин Енен Белгија                | 2 коло   | Мартина Хингис Швајцарска            | 2 коло     | Ај Сугијама Јапан           |
| 2007   | 3 коло           | Марија Шарапова Русија          | 4 коло      | Никол Валдишова ЧЕШ                | 2 коло   | Викторија Азаренка Белорусија        | 1 коло     | Доминика Цибулкова Словачка |

### У игри парова
| Година | Аустралијан Опен                      | Аустралијан Опен                                           | Ролан Гарос                               | Ролан Гарос                                               | Вимблдон                              | Вимблдон                                                 | Ју-Ес Опен                               | Ју-Ес Опен                                                |
| ------ | ------------------------------------- | ---------------------------------------------------------- | ----------------------------------------- | --------------------------------------------------------- | ------------------------------------- | -------------------------------------------------------- | ---------------------------------------- | --------------------------------------------------------- |
| 1998   | -                                     | -                                                          | -                                         | -                                                         | 1коло                                 | Janet Lee · Shi-Ting Wang Кинески Тајпеј                 | -                                        | -                                                         |
| 1999   | 1 коло · Алиса Канепа Италија         | Силвија Фарина Елија Италија · Карина Хабдушова Словачка   | -                                         | -                                                         | -                                     | -                                                        | -                                        | -                                                         |
| 2000   | 3 коло · K. Marosi Мађарска           | Деби Грахам Сједињене Државе · Nana Miyagi Јапан           | 1 коло · K. Marosi Мађарска               | S. De Beer Јужна Африка · Nana Miyagi Јапан               | 1 коло · K. Marosi Мађарска           | Ирина Спирлеа Румунија · Caroline Vis Холандија          | 3 коло · Јанета Хусарова Словачка        | Кара Блек Зимбабве · Јелена Лиховцева Русија              |
| 2001   | 2 коло · Јанета Хусарова Словачка     | Линдси Давенпорт · Corina Morariu Сједињене Државе         | 1 коло · Јанета Хусарова Словачка         | Сандрин Тести Француска · Роберта Винчи Италија           | 3 коло · Јанета Хусарова Словачка     | Ива Мајоли Хрватска · Henrieta Nagyová СВК               | -                                        | -                                                         |
| 2002   | 2 коло · Рита Гранде Италија          | Amanda Coetzer Јужна Африка · Lori McNeil Сједињене Државе | 3 коло · Ангелик Виђаја Индонезија        | Nicole Arendt Сједињене Државе · Лизел Хубер Јужна Африка | 1 коло · Ангелик Виђаја Индонезија    | Janet Lee Кинески Тајпеј · Wynne Prakusya Индија         | 1 коло · Ангелик Виђаја Индонезија       | Емануела Гаљарди Швајцарска · Henrieta Nagyová Словачка   |
| 2003   | 2 коло · Силвија Фарина Елија Италија | Мери Пирс Француска · Рене Стабс Аустралија                | 3 коло · Силвија Фарина Елија Италија     | Henrieta Nagyová Словачка · Маја Матевжич Словенија       | 2 коло · Силвија Фарина Елија Италија | Вирхинија Руано Паскуал Шпанија · Паола Суарез Аргентина | 1 коло · Силвија Фарина Елија Италија    | Henrieta Nagyová Словачка · Маја Матевжич Словенија       |
| 2004   | 1 коло · Флавија Пенета Италија       | Жизала Дулко Аргентина · Миралгос Секвера Венецуела        | 2 коло · Samantha Reeves Сједињене Државе | Мартина Навратилова · Лиза Рејмонд Сједињене Државе       | 2 коло · Тина Крижан Словенија        | Кара Блек Зимбабве · Rennae Stubbs Аустралија            | 3 коло · Тина Крижан Словенија           | Janet Lee Кинески Тајпеј · Peng Shuai Кина                |
| 2005   | 2 коло · Тина Крижан Словенија        | Елени Данилиду Грчка · Никол Прат Аустралија               | 2 коло · Марија Елена Камерин Италија     | Нађа Петрова Русија · Меган Шонеси Сједињене Државе       | 1 коло · Марија Елена Камерин Италија | Марион Бартоли Француска · Миралгос Саквера Венецуела    | 2 коло · Марија Елена Камерин Италија    | Силвија Фарина Елија · Роберта Винчи Италија              |
| 2006   | 2 коло · Марија Елена Камерин Италија | Јелена Дементјева Русија · Флавија Пенета Италија          | 1 коло · Марија Елена Камерин Италија     | Јелена Дементјева Русија · Флавија Пенета Италија         | 3 коло · Марија Елена Камерин Италија | Јен Ци · Zheng Jie Кина                                  | 1 коло · Emmanuelle Gagliardi Швајцарска | Лиза Рејмонд Сједињене Државе · Саманта Стосур Аустралија |
| 2007   | 2 коло · Роберта Винчи Италија        | Y. Chan · Chia-Jung Chuang Кинески Тајпеј                  | 1 коло · Мајлен Тју Сједињене Државе      | Агнеш Савај Мађарска · Vladimíra Uhlířová Чешка           | 1 коло · Паола Суарез Аргентина       | Светлана Кузњецова · Нађа Петрова Русија                 | 3 коло · Шахар Пер Израел                | Натали Деши Француска · Динара Сафина Русија              |

## Учешће уФед купу
(језик: енглески) fedcup.com